# Дранишник
Драни́шник (фин. Haapaoja — осиновый ручей) — ручей во Всеволожском районе Ленинградской области. Левый приток реки Чёрной.
Существует версия происхождения названия ручья от слова драть — первые поселенцы этих мест драли лыко.
Исток — в районе деревни Мендсары. По ручью проходит южная граница Сертолова.
Под названием «Дранишникова» упоминается на карте Шмита 1770 года. В 1792 году обозначается как «Хапола» (финское «haapa» — осина). В XVIII веке при впадении Дранишника в Чёрную существовал чугунный завод.
На Дранишнике стоит деревня Дранишники.